# 양송이
양송이(洋松栮)는 담자균류에 속하는 버섯으로, 주로 유라시아와 북아메리카의 초지에 서식하고 있다. 서구권에서는 보통 재배 버섯(cultivated mushroom)으로 알려져 있으며, 체스트넛버섯(chestnut), 크레미니버섯(cremini/crimini), 버튼버섯(button), 포토벨로버섯(portobello), 파리샹피뇽버섯(champignon de Paris) 등의 이명도 존재한다. 70여 개 나라에서 재배 중에 있는 식용 버섯이기도 하다.

## 특징
균사는 무색이고 격막이 있으며 꺾쇠연결체(clamp connection)는 없다. 균사는 많은 양의 글리코겐과 유지류를 비롯한 유기 및 무기질 영양분을 함유하고 있으며 자실체와 같거나 비슷한 향을 가지고 있다.
자실체의 지름은 50~120mm이며, 초기에는 반반구형-구형이나 성장하면 반반구형, 중앙볼록편평형 또는 편평형으로 되고, 표면은 백색-담황갈색으로 초기에는 평활하나 점차 백색-갈색의 섬유상이편이 나타난다. 조직은 두껍고 육질형으로 백색이나 상처를 받으면 담홍색으로 변하며, 맛은 부드럽고 일반적인 버섯 향기가 있다. 주름살은 떨어진 주름살이며 빽빽하고, 초기에는 백색이나 점차 담홍색으로 변한다. 완전 성숙하면 갈색-암자갈색으로 변하며, 주름살 끝은 백색이고 평활하다.

### 생활주기
양송이의 자실체가 생장함에 따라 담자기도 생장하는데, 담자기에서 담자포자가 형성된다. 담자기가 생장을 시작하면 담자기 내에서 이질핵 간의 핵융합이 일어나 잠시 이배체 상태가 된다.핵융합 이후 감수분열이 일어나 염색체 교차가 진행된다. 핵은 유전적 양친핵의 유전자로 재조합된 새로운 유전자를 가진 서로 다른 핵 두 개로 분열하게 되고, 이후 담자포자로 이동하게 된다. 자실체의 성숙이 다 끝 담자포자도 완숙되면 자실체는 포자를 외부로 흩뿌린다. 방출된 담자포자는 주변 환경의 조건(온도와 습도)이 알맞으면 발아하기 시작한다. 양송이의 담자포자에는 쌍떡잎식물처럼 어느 정도 생장하는데 보조해줄 수 있는 영양분을 갖추고 있다. 담자포자에서 자라난 균사가 일정 크기로 자라나게 되면 집락을 이루게 되는데, 균총(colony)이라 하며 처음 발아한 곳을 중심으로 하여 원 형태로 뻗어나가게 된다. 균총의 발달 과정에서 적온적광으로 인하여 원기가 유도되며 자실체가 발아한다.

### 발생시기
여름부터 가을까지 잔디밭 또는 퇴비더미 주위 등 부식질이 많은 곳에 군생 또는 총생한다.

## 재배

### 생산량
| 버섯과 트러플 생산량 2022    | 버섯과 트러플 생산량 2022 |
| 국가                         | 수 백만 톤                |
| ---------------------------- | ------------------------- |
| 중국                         | 45.4                      |
| 일본                         | 0.47                      |
| 미국                         | 0.32                      |
| 폴란드                       | 0.26                      |
| 네덜란드                     | 0.24                      |
| 전세계                       | 48.3                      |
| 출처: 국제 연합 산하 FAOSTAT |                           |

2022년, 트러플을 포함하는 버섯의 세계 생산량이 4800만 톤에 달했다. 표에 따르면 중국이 그 선두를 달리고 있으며 일본과 미국이 뒤따르고 있는 실정이다.

### 역사
양송이의 상업 재배에 대한 가장 초기의 과학 묘사는 1707년 프랑스의 식물학자 조세프 피통 드 투르네포르(Joseph Pitton de Tournefort)가 시도한 것이다. 프랑스의 농학자 올리비에르 드 세레스(Olivier de Serres)는 버섯 이식이 더 많은 버섯의 번식으로 유도시킨다는 것에 주목했다.

## 영양
생양송이는 100그램 당 음식 에너지 중  93 킬로줄 (22 킬로칼로리)을 제공하는데, 이는 표의 비타민 B 리보플라빈, 나이아신, 판토텐산에 대해서는 최상이다.(1일 영양성분 기준치 비율의 20% 이상) 아직 신선한 양송이라도 표에 따르면 식이 무기질 인, 칼슘에 있어 영양성분 기준치가 10-19% 정도에 이른다.
신선을 유지 중인 양송이가 100g에 비타민 D 0.2mg (8 IU)만을 함유하고 있는 반면, 에르고칼시페롤(D2) 함유량은 자외선등에 노출된 후에 11.2mg(446 IU)으로 지속 증가한다.

## 사진

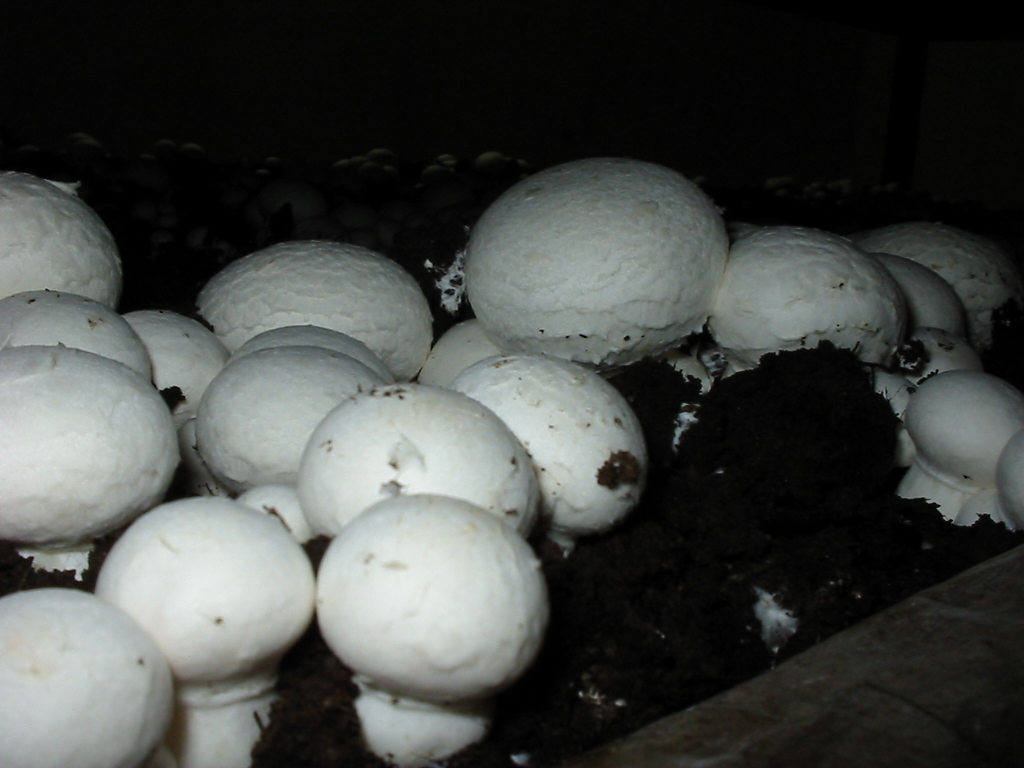
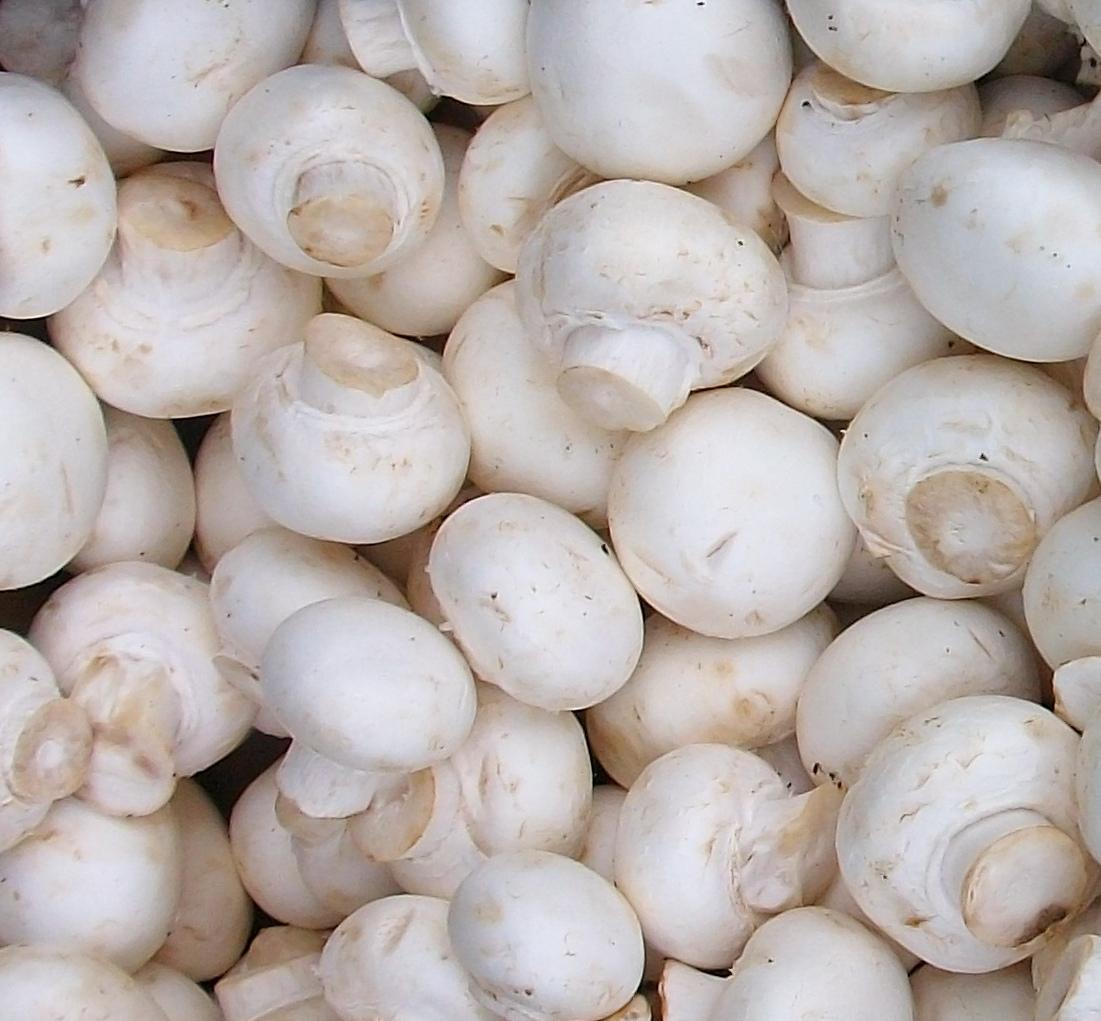
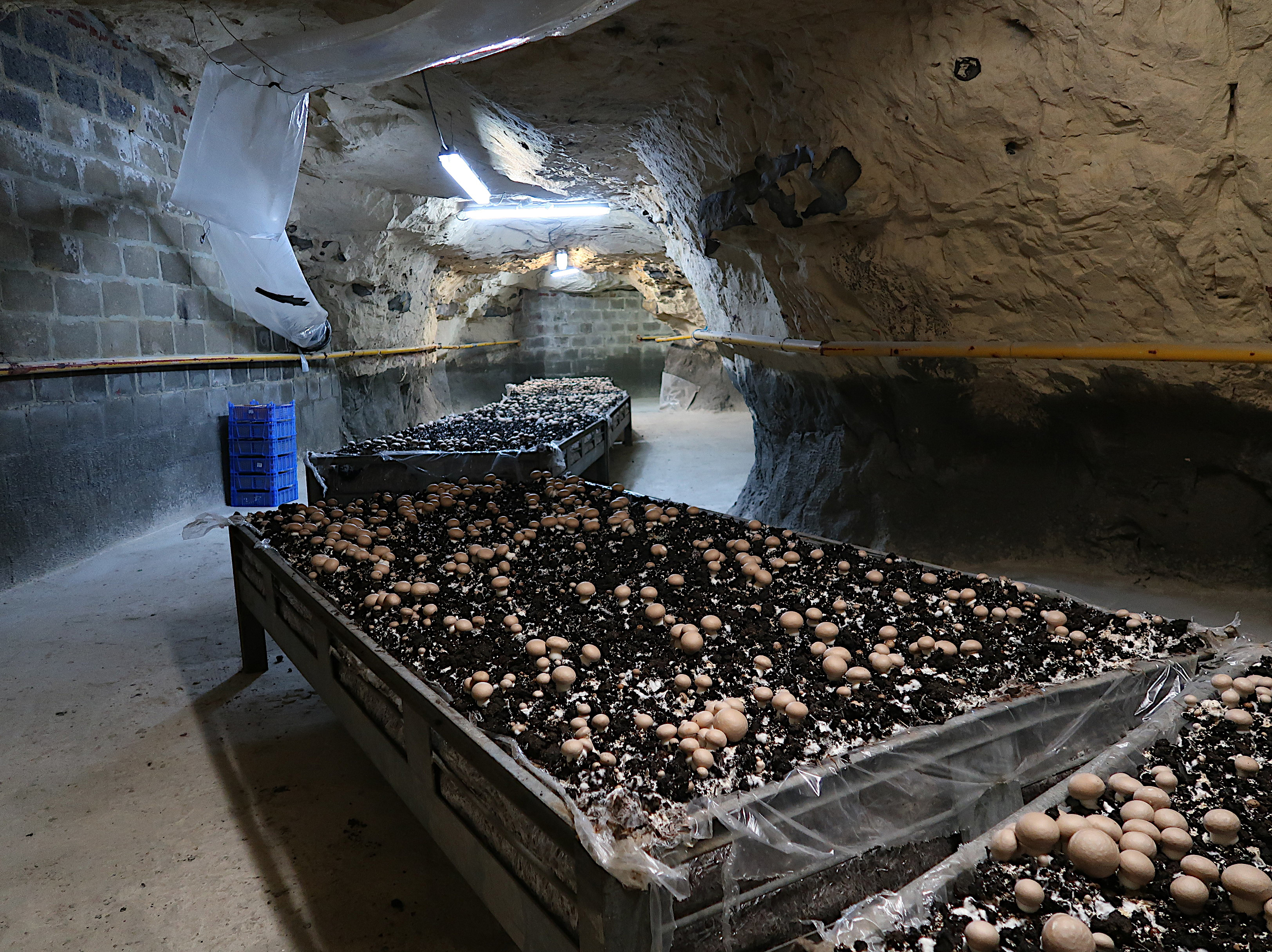
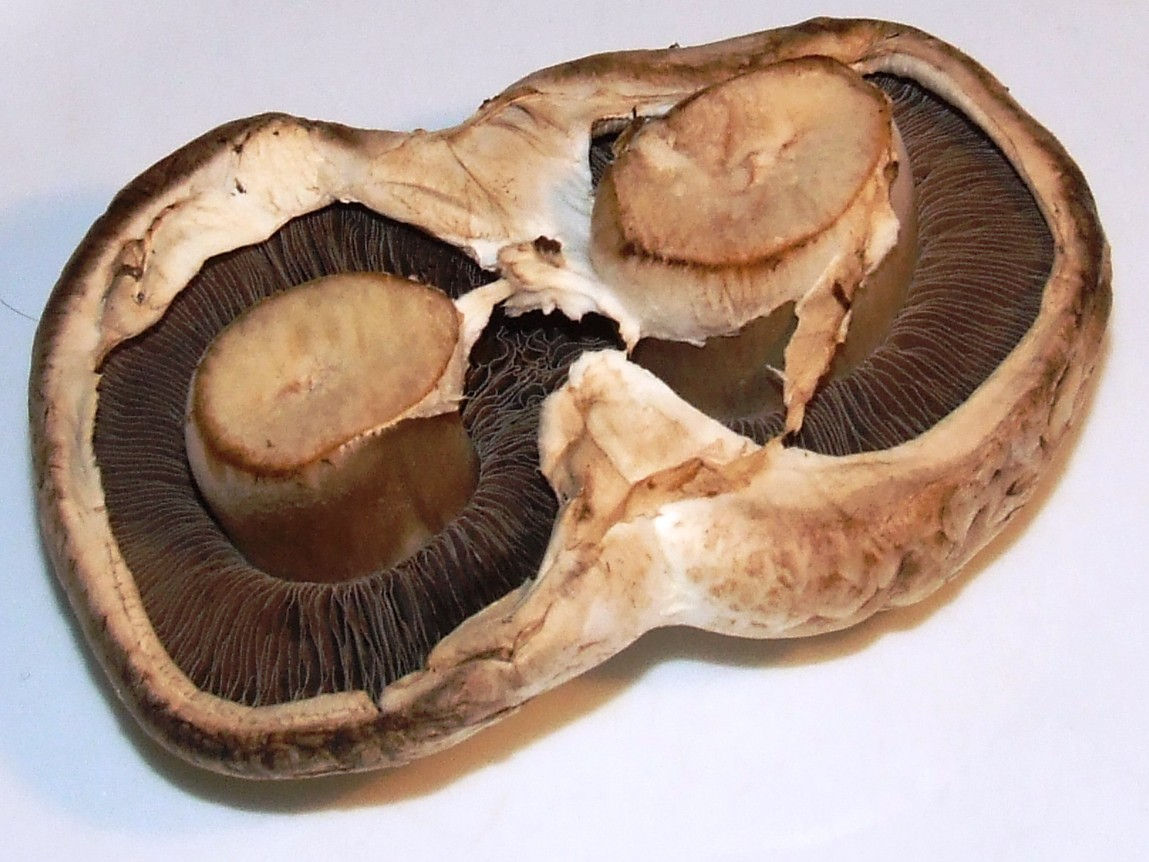
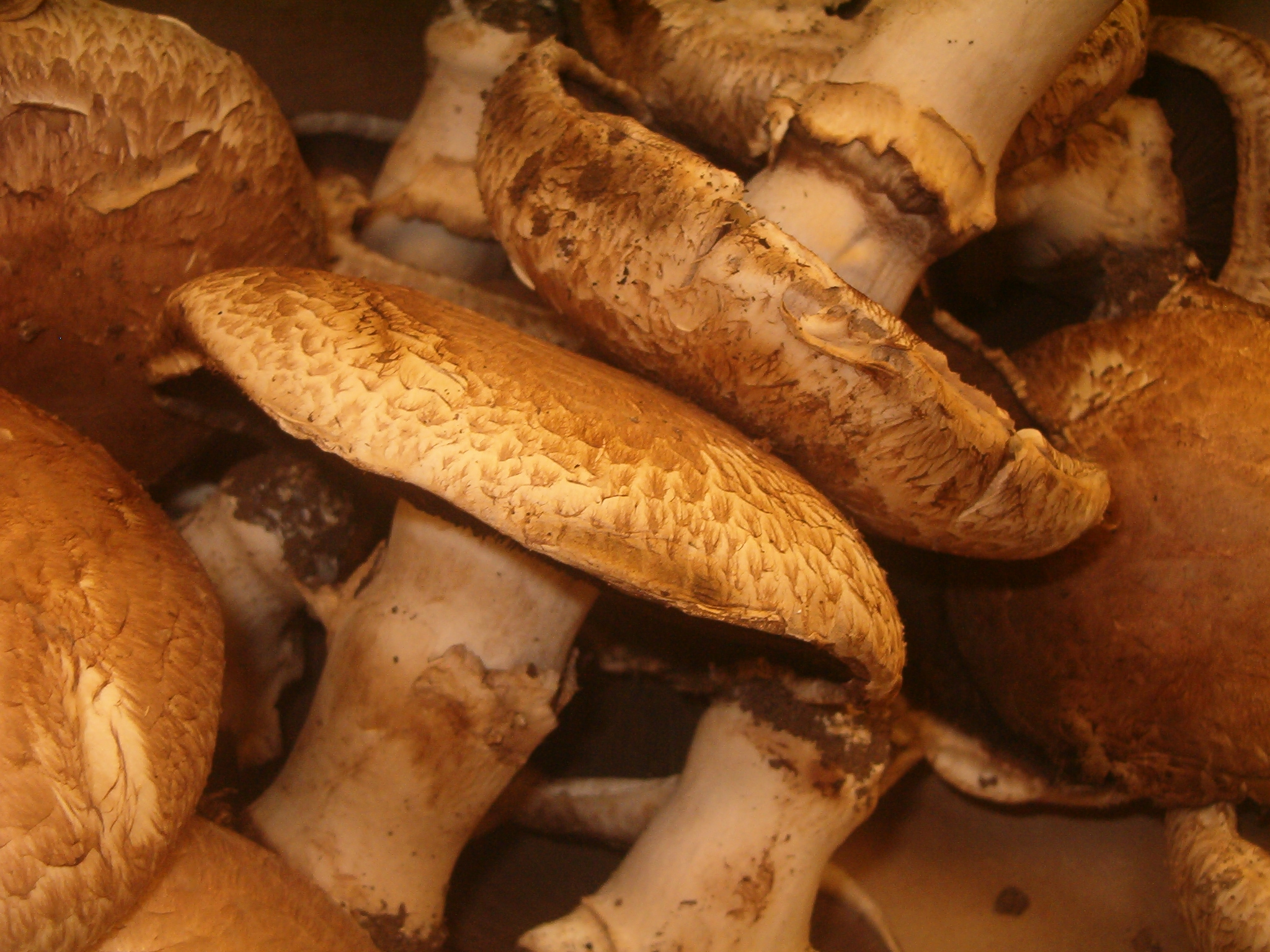
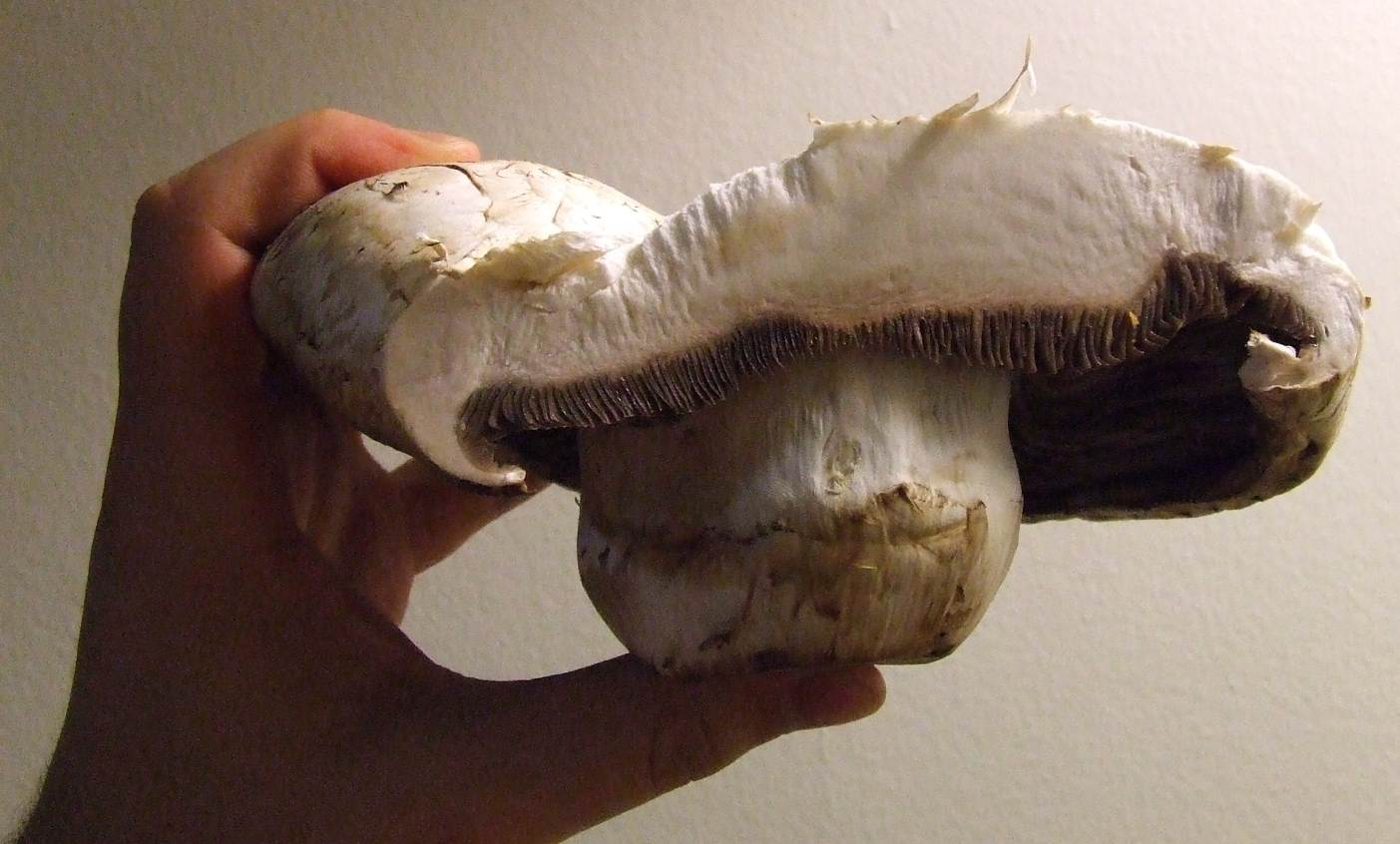

## 참고자료
1. ↑  Cappelli A. (1984). 《Fungi Europaei:Agaricus》 (이탈리아어). Saronno, Italy: Giovanna Biella. 123–25쪽.
2. ↑  유영복 외 (2015년 4월 30일). 《버섯학 각론 - 재배 기술과 기능성》. 교학사. 25쪽.
3. ↑  농촌진흥청 농업과학기술원 (2004년 6월 25일). 《한국의 버섯》. 동방미디어. 128-129쪽.
4. ↑  유영복 외 (2015년 4월 30일). 《버섯학 각론 - 재배 기술과 기능성》. 교학사. 28-29쪽.
5. ↑  “Production of mushrooms and truffles in 2022, Crops/Regions/World list/Production Quantity/Year (pick lists)”. UN Food and Agriculture Organization, Corporate Statistical Database (FAOSTAT). 2024. 2024년 2월 25일에 확인함.
6. ↑  Spencer DM (1985). 〈The mushroom–its history and importance〉.   Flegg PB, Spencer DM, Wood DA. 《The Biology and Technology of the Cultivated Mushroom》. New York: John Wiley and Sons. 1–8쪽. ISBN 0-471-90435-X.
7. ↑  National Academies of Sciences, Engineering, and Medicine; Health and Medicine Division; Food and Nutrition Board; Committee to Review the Dietary Reference Intakes for Sodium and Potassium (2019). 〈Chapter 4: Potassium: Dietary Reference Intakes for Adequacy〉.   Oria, Maria; Harrison, Meghan; Stallings, Virginia A. 《Dietary Reference Intakes for Sodium and Potassium》. The National Academies Collection: Reports funded by National Institutes of Health. Washington, DC: National Academies Press (US). 120–121쪽. doi:10.17226/25353. ISBN 978-0-309-48834-1. PMID 30844154. 2024년 12월 5일에 확인함.
8. ↑  United States Food and Drug Administration (2024). “Daily Value on the Nutrition and Supplement Facts Labels”. 《FDA》. 2024년 3월 27일에 원본 문서에서 보존된 문서. 2024년 3월 28일에 확인함.
9. ↑  “Mushrooms and vitamin D”. 《Los Angeles Times》. 2011년 9월 4일에 원본 문서에서 보존된 문서. 2003년 8월 23일에 확인함.
10. ↑  Koyyalamudi SR, Jeong SC, Song CH, Cho KY, Pang G (April 2009). “Vitamin D2 formation and bioavailability from Agaricus bisporus button mushrooms treated with ultraviolet irradiation”. 《Journal of Agricultural and Food Chemistry》 57 (8): 3351–5. doi:10.1021/jf803908q. PMID 19281276.
11. ↑  Haytowitz DB (2009). “Vitamin D in mushrooms” (PDF). Nutrient Data Laboratory, US Department of Agriculture. 2021년 2월 1일에 원본 문서 (PDF)에서 보존된 문서. 2018년 4월 16일에 확인함.